# Ordem do Exército
El Ordem do Exército (en español, Orden del Ejército), abreviado OE, es una publicación oficial portuguesa dirigida al ejército. Se publican tres series mensualmente que incluyen las siguientes temáticas:
- Transcripciones del Diário da República de materias que afectan al ejército.
- Comunicados del Ministerio de Defensa.
- Comunicados del jefe del Estado Mayor.
- Comunicados de los comandantes de los principales órganos de administración del ejército.
- Condecoraciones, premios y laureles.
- Traslado de oficinas y cargos.